# Tuileries (metropolitana di Parigi)
Tuileries è una stazione della linea 1 della metropolitana di Parigi.